# フジクラ
株式会社フジクラ（英:Fujikura Ltd.）は、東京都江東区に本社を置く光ファイバーや電子部品、ワイヤーハーネス等を製造する大手非鉄金属メーカーである。日経平均株価およびJPX日経インデックス400の構成銘柄の一つ。MSCIのグローバルスタンダード指数採用銘柄。
電線御三家（住友電工・古河電工・フジクラ）の一角。
光ケーブルの接続で必要な「光ファイバ融着接続機」で世界1位。携帯電話・デジタルカメラ等に使われる「フレキシブルプリント基板」で世界3位。光ファイバーでは世界有数（国内首位）。
オフィスビルを中心とした複合施設である深川ギャザリアも運営している。
三井グループの月曜会に属しており、三井業際研究所及び綱町三井倶楽部の会員企業である。

## 主力製品・事業
- 各種通信電子機器材料の製造及び販売
- 光ファイバーケーブルの製造及び販売
- 通信システムの製造及び販売
- 電子材料の製造及び販売
- 電力システムの製造及び販売
- 被覆線の製造及び販売
- マグネットワイヤの製造及び販売
- 各種機器電材、金属材料の製造及び販売

## 事業所所在地
- 本社 - 東京都江東区木場1-5-1
- 佐倉事業所 - 千葉県佐倉市六崎1440
- 鈴鹿事業所 - 三重県鈴鹿市岸岡町1800
- 沼津事業所 - 静岡県沼津市双葉町9-1
- 石岡事業所 - 茨城県石岡市柏原4-2（柏原工業団地）
- 佐倉研究所 - 千葉県佐倉市六崎1440
- 支店 / 営業所 - 大阪、名古屋、福岡、広島、仙台、札幌、富山、高松、沼津
- 海外事業所 - アメリカ、メキシコ、ブラジル、イギリス、シンガポール、マレーシア、タイ、中国、ベトナム、ルーマニア、インド、ロシア、モロッコ

## 沿革
- 1885年（明治18年） - 創業。
- 1910年（明治43年）3月 - 藤倉電線株式会社を東京・千駄ヶ谷に設立。
- 1923年（大正12年）1月 - 本社・工場を現在地に移転。
- 1949年（昭和24年）5月 - 東証・大証に上場。（2013年3月21日に大証上場廃止）
- 1968年（昭和43年）4月 - 霞が関ビルに本社事務所を設置。
- 1977年（昭和52年）10月 - 五反田藤倉ビルに本社事務所を移転。
- 1984年（昭和59年）8月 - タイに現地法人のFujikura（Thailand）Ltd.を設立。
- 1985年（昭和60年） - 創業100周年を機にFをモチーフにしたシンボルマークを導入。
- 1987年（昭和62年）
  - 1月 - マレーシアにFujikura Federal Cables Sdn. Bhd.を合弁で設立。
  - 2月 - シンガポールに現地法人のFujikura International Management（Singapore）Pte Ltd.（後のFujikura Asia Ltd.）を設立。
- 1988年（昭和63年）6月 - イギリスに現地法人のFujikura Europe Ltd.を設立。
- 1990年（平成2年） 3月 - 深川本社工場跡に現本社ビル竣工。五反田より本社事務所を移転統合。
- 1992年（平成4年）10月 - 株式会社フジクラに社名変更。
- 1998年（平成10年）2月 - タイにFujikura Management Organization（Thailand）Ltd.を設立。
- 2000年（平成12年）
  - 6月 - シンガポールにFujikura Technology Singapore Pte. Ltd.を設立。
  - 7月 - ベトナムにFujikura Fiber Optics Vietnam Ltd.を設立。
- 2001年（平成13年）4月 - 中国に藤倉電子（上海）有限公司を設立。
- 2003年（平成15年）
  - 5月 - 中国に藤倉亨通光電有限公司を設立。
  - 7月 - 中国に藤倉貿易（上海）有限公司を設立。
- 2004年（平成16年）3月 - 中国に藤倉（無錫）有限公司を設立。
- 2005年（平成17年）
  - 1月 - 株式会社ビスキャスに電力事業を譲渡、古河電気工業との電力事業の統合を完了。三菱電線工業と西日本電線との三社で統合・合弁で株式会社フジクラ・ダイヤケーブルを設立。
  - 3月 - フジデン株式会社を子会社化。アメリカにAmerica Fujikura Ltd.を設立。
  - 12月 - タイにFujikura SHS Ltd.を設立。
- 2006年（平成18年）10月 - スペインのAuxiliar de Componentes Electricos, S.A.の株式60%を取得。
- 2007年（平成19年） - 本社ショールームリニューアル。イットリウム系酸化物超電導線材、世界記録更新。ファイバーテック株式会社買収。
- 2008年（平成20年） - スペインACE社を子会社化。
- 2010年（平成22） - タイのグループ7社を統合しFETL社設立。オプトエナジー社を買収。深川工場跡地再開発「深川ギャザリア」完成「フジクラ 木場千年の森」オープン。
- 2012年（平成24年）12月21日 - 株式会社ケーブルネット鈴鹿の保有株式全部をMSOの株式会社CCJに売却[5]。
- 2013年（平成25年）10月 - 簡易株式交換によりフジクラ電装を完全子会社化[6]。
- 2021年（令和3年）7月 - フジクラエンジニアリング全株式をきんでんへ譲渡[7][8]。

## 歴代社長
- 藤倉善八（創業者）
- 松本留吉：1910年 - 1938年
- 松本新太：1938年 - 1948年
- 石橋五郎：1948年 - 1961年
- 兵藤嘉門：1961年 - 1965年
- 栗山久治：1965年 - 1973年
- 木野二郎：1973年 - 1976年
- 河村勝夫：1976年 - 1982年
- 加賀谷誠一：1982年 - 1992年
- 田中重信：1992年 - 1999年
- 辻川昭：1999年 - 2005年
- 大橋一彦：2005年 - 2009年
- 長浜洋一：2009年 - 2016年3月
- 伊藤雅彦：2016年4月 - 2022年3月
- 岡田直樹：2022年4月 - 現在

## 関係会社
2024年3月現在、子会社112社及び関連会社13社が存立する。

### 国内グループ企業
製造
- フジクラプレジション
- 藤倉航装
- フジクラ・ダイヤケーブル
- フジクラコンポーネンツ
- 西日本電線
- 第一電子工業
- フジクラハイオプト
- フジクラ電装
- フジクラソリューションズ
- 東北フジクラ
- 青森フジクラ金矢
- フジクラプリントサーキット

エンジニアリング
- フジ工営

販売
- 藤倉商事
- フジクラ・ダイヤケーブル（三菱電線・西日本電線と共同出資）

その他
- フジクラ物流

### 関連会社
- 藤倉コンポジット （東証プライム上場、24.3%出資）
- 藤倉化成 （東証プライム上場、20.1%出資）

など。

### かつてのグループ企業
- ビスキャス（古河電工と共同出資）
- サンワコムシスエンジニアリング
- ケーブルネット鈴鹿
- フジデン
- ユニマック（昭和電線と共同出資）
- フジクラエンジニアリング

## 野球部
藤倉電線時代の1923年から1963年にかけては野球部を所有し、都市対抗野球大会の強豪として勇名を馳せた。また、東京の実業団野球選手が集まった連合チーム「東京倶楽部」の中心として練習グラウンド・世話人・費用・選手を提供し、11年連続出場・優勝3回・準優勝4回の成績を挙げた。出征によって連合チームの編成が難しくなると、単独チームとして出場し第12回（1938年）、第13回（1939年）に大会連覇を果たした。第二次世界大戦後も第25回（1954年）で準優勝するなど活躍したが、1963年に休部した。

### 主な所属メンバー
- 石原照夫
- 宇野光雄
- 加藤進
- 田部武雄
- 千頭久米夫

- 土肥省三
- 中島治康
- 中村栄
- 西村一孔
- 松井栄造

- 真野春美
- 宮崎要
- 吉田正男